# GamePark 2X

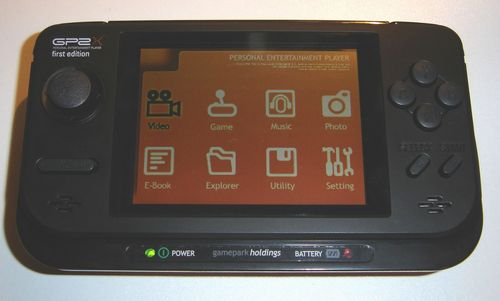
GamePark 2X

GamePark 2X alt. GP2x är en bärbar spel-/mediakonsol som tillverkas av Gamepark Holdings och ses som en uppföljare till den föregående konsolen med namnet GamePark 32. Lanseringen skedde den 10 november 2005. Det finns få kommersiella spel till den, men det finns en stor grupp programmerare som portar och programmerar spel, emulatorer och program till den på grund av att den har en öppen arkitektur (linuxbaserad).

## Hårdvara
GamePark 2X har två stycken 200 MHz ARM-processorer, 64 MiB arbetsminne, 64 MiB flashminne och ett Linuxbaserat operativsystem. Konsolen kan kopplas till en extern bildskärm, till exempel en TV.

## Tekniska data
- CPU: 2 st ARM processorer ARM920T (200 MHz) + ARM940T (200 MHz).
- NAND Flash ROM: 64 MiB.
- RAM: SDRAM 64 MiB.
- Operativsystem: Linux.
- Lagring: Secure Digital minneskort.
- Kontakter: USB 2.0 High Speed.
- Ström: 2st AA/LR6 batterier eller strömadapter (3.3 Volt).
- Bildskärm: 3.5 in 320 × 240 TFT LCD + extern TV-utgång med tillbehör.